# Scuola Superiore dell'Economia e delle Finanze
La Scuola Superiore dell'Economia e delle Finanze "Ezio Vanoni" (in acronimo SSEF), precedentemente nota come Scuola Centrale Tributaria, è stata una scuola superiore italiana per la formazione l'aggiornamento professionale dei dirigenti dell'Amministrazione finanziaria. La scuola organizzava altresì master post-universitari e alta formazione per neolaureati e professionisti.
Era intitolata ad Ezio Vanoni ed aveva sede nella città di Milano, dipendendo fino al 2001 dal Ministero delle Finanze e quindi, dopo la soppressione di quest'ultimo, dal Ministero dell'Economia e delle Finanze.
Dal 2014 è stata accorpata alla Scuola Nazionale dell'Amministrazione (SNA), di cui ora è un dipartimento (art. 21, decreto legislativo n. 90 del 2014).

## Storia
Nasce nel 1957 per istruire e aggiornare il personale dell'allora Ministero delle Finanze, a causa della riforma del sistema tributario prodotta nel 1951 da Ezio Vanoni, al quale è infatti stata intitolata la Scuola. Viene riformata dal Decreto Legislativo 30 luglio 1999, n. 287 e da allora ha acquisito anche la funzione di produrre ricerche e statistiche su temi di interesse economico.
Dal 24 maggio 2013 «al fine di ottimizzare l'allocazione delle risorse e migliorare la qualità delle attività formative dei dirigenti e dei funzionari pubblici, garantendone l'eccellenza e l'interdisciplinarità» fa parte del «Sistema Unico del reclutamento e della formazione pubblica» insieme ala Scuola nazionale dell'amministrazione», la Scuola Superiore dell'Amministrazione dell'interno, l'istituto diplomatico «Mario Toscano», il Centro di formazione della difesa, la Scuola superiore di statistica e di analisi sociali ed economiche.
Infine dal 2014, in seguito al decreto legislativo n 90, che ne ha unito risorse e personale alla Scuola Nazionale dell'Amministrazione, ha perso l'autonomia amministrativa e l'organizzazione storica.

## Compiti e funzioni
- Forma, specializza, aggiorna il personale del Ministero dell'Economia e delle Finanze.
- Forma, specializza, aggiorna il personale delle Agenzie fiscali e degli Enti pubblici.
- Redige studi e ricerche per il Ministero dell'Economia e delle Finanze o soggetti esterni.
- Redige la "Rivista della Scuola superiore dell'economia e delle finanze".
- Promuove raccordi e sinergie tra il sistema universitario italiano e quello estero.
- Collabora con gli ordini professionali.

## Organizzazione
Fino al decreto legislativo n 90 del 2014, la scuola aveva un'organizzazione del tutto simile a quella di una comune università.
In particolare era divisa in quattro dipartimenti:
- Dipartimento delle scienze aziendali
- Dipartimento delle scienze economiche
- Dipartimento delle scienze giuridiche
- Dipartimento delle scienze tributarie

Avendo poi autonomia di bilancio e autonomia organizzativa rispetto al Ministero dell'Economia e delle Finanze aveva un proprio Rettore, che analogamente alle Università italiane, è il rappresentante della scuola e titolare delle responsabilità didattiche. Era nominato dal Ministro dell'Economia e gli si affianca, per supportarlo, il Rettorato. Il Direttore amministrativo era invece il responsabile economico e amministrativo della scuola.
Era presente poi un Consiglio direttivo al fine di condividere e coordinare le attività didattiche e programmatiche, con la seguente composizione:
- il Rettore
- il Direttore Amministrativo
- il Prorettore, se nominato.
- i quattro Capi Dipartimento.

Questi organi sono in via di riorganizzazione secondo gli accordi tra la Scuola Nazionale dell'Amministrazione e il Ministero dell'Economia e delle Finanze.
Rimane ancora oggi lo storico Centro di ricerche di documentazione economica e finanziaria (CeRDEF) che, come in precedenza, gestisce e mantiene aggiornata la banca dati con tutta la normativa vigente, la prassi e la giurisprudenza in materia economica e fiscale.